# テルモプロテウス綱
テルモプロテウス綱（-こう、Thermoprotei、サーモプロテアス綱）は、テルモプロテウス門に属す古細菌の綱である。
テルモプロテウス門は、海洋性古細菌やメタン菌など様々な古細菌を含んでいるが、テルモプロテウス綱には蝶好熱菌や好熱好酸菌と言った旧クレンアーキオータの典型的な種が多く含まれる。

## 特徴
テルモプロテウス綱に属する各目に属する生物の特徴を述べる。テルモプロテウス綱は超好熱菌や好熱好酸菌より構成され、硫黄やチオ硫酸を代謝して硫酸イオンや硫化水素を生成する種が多い。Ignicoccus（外膜）を除き、細胞膜はS層。
テルモプロテウス目
ThermoproteusやThermofilum、Pyrobaculumなど。全種が超好熱性の桿菌で、主に陸上の熱水系に分布。通性嫌気性のPyrobaculum aerophilumを除いて、大半は水素や有機物を硫黄を還元して増殖する。テルモプロテウス綱の中では最初に分岐した様で、ヒストンやアクチンを持っている。ESCRT複合体を持たず、出芽により増殖する。
スルフォロブス目
SulfolobusやAcidianus、Metallosphaeraなど。全種が好熱好酸菌。陸上の温泉や熱水泉、鉱山などの陸上熱水に分布し、テルモプロテウス綱の中では特に好気性菌が多い。Sulfolobusの例では、好気条件下硫黄又は有機物を酸化する通性独立栄養生物である。Acidianusは、好気条件下であれば硫黄を酸化して硫酸イオンを生成し、嫌気条件であれば水素や有機物で硫黄を還元して硫化水素を生成する。
デスルフロコックス目
全種が超好熱菌。Pyrodictiumなど極度に高温を好む種を含む。海底熱水噴出孔や陸上の熱水系にも分布する。偏性好気性のAeropyrumや通性嫌気性のPyrolobus fumariiを除き偏性嫌気性。発酵や硫黄還元を行う従属栄養性の種が多い。
アキディロブス目
超好熱菌。主に陸上にある弱酸性の熱水系に分布する。嫌気性で有機物を発酵する。
フェルウィディコックス目
好熱性。嫌気性で発酵する。カムチャツカ半島の温泉から分離されたFervidicoccus fontis 1種のみ。